# Albert Ståhl
Albert Ståhl (2 de agosto de 1877 - 18 de diciembre de 1955) fue un actor teatral y cinematográfico de nacionalidad sueca.

## Biografía
Nacido en Estocolmo, Suecia, su nombre completo era Albert Edvard Joakim Ståhl. Debutó en el teatro en 1902, y en el cine en 1915 con el film de Mauritz Stiller Madame de Thèbes, trabajando en un total de unas cincuenta películas. 
Albert Ståhl falleció en Estocolmo en 1955. Fue enterrado en el Cementerio Skogskyrkogården de esa ciudad. En 1913 se había casado con la actriz Ingeborg Ståhl.

## Teatro

### Actor
- 1911 : Bland vassen, de Gustaf Collijn, Komediteatern
- 1911 : Det ingen vet, de Theodor Wolff, escenografía de Emil Grandinson, Intima teatern[2]
- 1911 : För mycken kärlek, de Georges de Porto-Riche, escenografía de Emil Grandinson, Intima teatern[3]
- 1912 : Kärlek utan strumpor, de Johan Herman Wessel, Komediteatern[4]
- 1912 : Skuggan, de Thore Blanche, Komediteatern[5]
- 1912 : Baldevins bröllop, de Vilhelm Krag, Komediteatern[6]
- 1912 : Hovsångaren, de Frank Wedekind, Komediteatern[7]
- 1912 : Aftonstjärnan, de Hjalmar Söderberg, Komediteatern
- 1912 : Osvuret är bäst, de Alfred de Musset, Komediteatern[8]
- 1912 : Fannys första stycke, de George Bernard Shaw, escenografía de Gustaf Collijn, Komediteatern[9]
- 1912 : Gamla herrgården, de Fredrik Nycander, escenografía de Emil Grandinson, Komediteatern[10]
- 1912 : Erlingsnäs, de Ejnar Smith, escenografía de Emil Grandinson, Komediteatern[11]
- 1912 : Segraren, de Ernst Didring, escenografía de Emil Grandinson y Knut Michaelson, Komediteatern[12]
- 1912 : Filip II, de Emile Verhaeren, escenografía de Knut Michaelson, Komediteatern[13]
- 1912 : Drönaren, de Rutherford Mayne, escenografía de Emil Grandinson, Komediteatern[14]
- 1912 : Moppy och Poppy, de Olaf Hansson, escenografía de Emil Grandinson, Komediteatern[15]
- 1913 : Fästningen faller, de Sacha Guitry, escenografía de Knut Michaelson, Komediteatern[16]
- 1913 : Aldrig i livet, de Gustaf af Geijerstam, escenografía de Emil Grandinson, Komediteatern[17]
- 1913 : Vildfåglar, de John Galsworthy, escenografía de Knut Michaelson, Komediteatern[18]
- 1913 : En parisare, de Edmond Gondinet, escenografía de Knut Michaelson, Komediteatern[19]
- 1913 : Simpson och Delila, de Sven Lange, escenografía de Emil Grandinson, Komediteatern[20]
- 1913 : Dynastin Peterberg, de Mikael Lybeck, escenografía de Knut Michaelson, Komediteatern[21]
- 1913 : Positivhataren, de August Blanche, escenografía de Knut Michaelson, Komediteatern[22]
- 1914 : Intermezzo, de Arthur Schnitzler, escenografía de Emil Grandinson, Komediteatern[23]
- 1914 : Den skotska regnkragen, de Sacha Guitry, escenografía de Knut Michaelson, Komediteatern[24]
- 1914 : Jagad, de John Galsworthy, escenografía de Emil Grandinson, Komediteatern[25]
- 1914 : Lilla Eva, de Olga Ott, escenografía de Einar Fröberg, Komediteatern[26]
- 1914 : Den fule Ferante, de Sabatino Lopez, escenografía de Emil Grandinson, Komediteatern[27]
- 1914 : Leka med elden, de August Strindberg, escenografía de Emil Grandinson, Komediteatern[28]
- 1914 : Karlavagnen, de Tor Hedberg, escenografía de Einar Fröberg, Komediteatern[29]
- 1914 : Undervattensbåten Svalan, de A Moureaux y J Perard, escenografía de Einar Fröberg, Komediteatern[30]
- 1915 : Attentatet, de Leo Birinski, escenografía de Emil Grandinson, Komediteatern[31]
- 1915 : Djävulen, de Ferenc Molnár, escenografía de Einar Fröberg, Komediteatern[32]
- 1915 : Oväder, de August Strindberg, escenografía de Mauritz Stiller, Komediteatern[33]
- 1915 : Las alegres comadres de Windsor, de William Shakespeare, escenografía de Emil Grandinson, Komediteatern[34]
- 1915 : Den politiske kannstöparen, de Ludvig Holberg, escenografía de Einar Fröberg, Komediteatern[35]
- 1915 : Spader knekt, de Hans Overweg, escenografía de Einar Fröberg, Komediteatern[36]
- 1915 : Erotik, de Gustav Wied, escenografía de Einar Fröberg, Komediteatern[37]
- 1915 : Pompadours triumf, de Adolf Paul, escenografía de Einar Fröberg, Komediteatern[38]
- 1915 : Äktenskapets förskola, de Otto Erich Hartleben, escenografía de Einar Fröberg, Komediteatern[39]
- 1916 : Gustaf III, de August Strindberg, escenografía de Einar Fröberg, Komediteatern[40]
- 1916 : Generalrepetition på ett dyrbart liv, de Harry Vosberg, escenografía de Albin Lavén, Komediteatern[41]
- 1916 : Prinsessan och hela världen, de Edgard Høyer, escenografía de Einar Fröberg, Komediteatern[42]
- 1916 : Takrännan, de Gustaf Collijn, escenografía de Gustaf Collijn, Komediteatern[43]
- 1916 : El enfermo imaginario, de Molière, escenografía de Einar Fröberg, Komediteatern[44]
- 1916 : Hannele, de Gerhart Hauptmann, escenografía de Einar Fröberg, Komediteatern[45]
- 1917 : Fädernesland, de Einar Christiansen, escenografía de Einar Fröberg, Komediteatern[46]
- 1917 : Stövlett-Kathrine, de Dikken von der Lyhe Zernichow, escenografía de Einar Fröberg, Komediteatern[47][48]
- 1917 : Ett resande teatersällskap, de August Blanche, escenografía de Einar Fröberg, Komediteatern[49]
- 1917 : En födelsedag på gäldstugan, de August Blanche, escenografía de Einar Fröberg, Komediteatern
- 1917 : Mästertjuven, de Tristan Bernard y Alfred Athis, escenografía de Einar Fröberg, Djurgårdsteatern[50][51]
- 1917 : Sorina, de Georg Kaiser, escenografía de Einar Fröberg, Komediteatern[52]
- 1917 : Socorros inackorderingar, de Miguel Ramos Carrión y Vital Aza, escenografía de Einar Fröberg, Komediteatern[53]
- 1917 : Ungdomsvänner, de Ludwig Fulda, escenografía de Einar Fröberg, Komediteatern[54]
- 1917 : Pernillas korta frökentid, de Ludvig Holberg, escenografía de Rune Carlsten, Komediteatern[55]
- 1918 : Ricardo III, de William Shakespeare, escenografía de Einar Fröberg, Komediteatern[56]
- 1918 : Ljunghuset, de Nils Wilhelm Lund, escenografía de Einar Fröberg, Komediteatern[57]
- 1918 : Den röde André, de Mikael Lybeck, escenografía de Rune Carlsten, Komediteatern[58]
- 1918 : Fröken X, Box 1742, de Cyril Harcourt, escenografía de Albert Ståhl, Djurgårdsteatern[59]
- 1918 : Skandalskolan, de Richard Brinsley Sheridan, escenografía de Einar Fröberg, Komediteatern[60]
- 1919 : Ett experiment, de Hjalmar Bergman, escenografía de Einar Fröberg, Komediteatern[61]
- 1919 : Byggmästare Solness, de Henrik Ibsen, escenografía de Einar Fröberg, Komediteatern[62]
- 1919 : Furstens återkomst, de August Brunius, escenografía de Einar Fröberg, Komediteatern[63]
- 1919 : Man kan aldrig veta, de George Bernard Shaw, Djurgårdsteatern[64]
- 1919 : Fästmanssoffan, de Georg Nordensvan, escenografía de Albert Ståhl, Djurgårdsteatern[65]
- 1919 : Ta hand om Amelie, de Georges Feydeau, Djurgårdsteatern[66]
- 1920 : Barnsölet, de Ludvig Holberg, escenografía de Rune Carlsten, Komediteatern[67]
- 1920 : Aigretten, de Dario Niccodemi, escenografía de Einar Fröberg, Komediteatern[68]
- 1920 : Änkleken, de W. Somerset Maugham, escenografía de Rune Carlsten, Komediteatern[69]
- 1920 : Professor Storitzyn, de Leonid Andréiev, escenografía de Einar Fröberg, Komediteatern[70]
- 1920 : Fästningen faller, de Sacha Guitry, Komediteatern[71]
- 1920 : 2 X 2=5, de Gustav Wied, Komediteatern[72]
- 1921 : Nju, de Osip Dymov, escenografía de Rune Carlsten, Komediteatern[73]
- 1921 : Dygdens stig, de Robert de Flers y Gaston Arman de Caillavet, escenografía de Einar Fröberg, Komediteatern[74]
- 1921 : Himlens hemlighet, de Pär Lagerkvist, escenografía de Einar Fröberg, Komediteatern[75]
- 1923 : Eliza stannar, de Henry V. Esmond, escenografía de Gösta Ekman, Djurgårdsteatern[76]
- 1923 : Rika morbror, de August Blanche, escenografía de Albert Ståhl, Blancheteatern[77]
- 1924 : Grevinnan Lolotte, de Leopold Lipschütz, escenografía de Ernst Eklund, Blancheteatern[78]
- 1924 : Odygdens belöning, de Félix Gandéra y Claude Gevel, escenografía de Karin Swanström, Blancheteatern[79]
- 1925 : Fröken X, Box 1742, de Cyril Harcourt, escenografía de Rune Carlsten, Djurgårdsteatern[80]
- 1927 : Mysteriet Milton, de Edgar Wallace, escenografía de Ernst Eklund, Komediteatern[81]
- 1929 : La ópera de los tres centavos, de Bertolt Brecht y Kurt Weill, escenografía de Ernst Eklund, Komediteatern[82]
- 1930 : Henrik VIII, de William Shakespeare, escenografía de Thomas Warner, Teatro Oscar[83]
- 1931 : En japansk tragedi, de John Masefield, escenografía de Per Lindberg, Konserthusteatern[84]
- 1933 : Mäster Olof, de August Strindberg, escenografía de Olof Molander, Dramaten
- 1934 : En hederlig man, de Sigfrid Siwertz, escenografía de Alf Sjöberg, Dramaten
- 1940 : Hyggliga människor, de Irwin Shaw, escenografía de Olof Molander, Blancheteatern[85]
- 1943 : Månen har gått ned, de John Steinbeck, escenografía de Harry Roeck-Hansen, Blancheteatern[86] y Teatro Oscar[87]
- 1943 : Arsénico y encaje antiguo, de Joseph Kesselring, escenografía de Torsten Hammarén, Teatro Oscar[88]
- 1944 : Med clippern västerut, de Elmer Rice, escenografía de Helge Hagerman, Blancheteatern[89]

### Director
- 1918 : Wanted, A Husband, de Cyril Harcourt, Djurgårdsteatern
- 1919 : The Morals of Marcus Ordeyne, de William J. Locke, Komediteatern
- 1919 : Fästmanssoffan, de Georg Nordensvan, Djurgårdsteatern
- 1923 : Rika morbror, de August Blanche, Blancheteatern
- 1924 : Flamman, de Hans Müller, Komediteatern

## Selección de su filmografía
- 1915 : Madame de Thèbes
- 1916 : Balettprimadonnan
- 1916 : Hon segrade
- 1916 : Therèse
- 1917 : Alexander den Store
- 1917 : Vem sköt?
- 1922 : Vem dömer
- 1922 : Kärlekens ögon
- 1923 : Hårda viljor
- 1923 : Mälarpirater
- 1924 : Gösta Berlings saga
- 1924 : Livet på landet
- 1925 : Polis Paulus' påskasmäll
- 1925 : Karl XII del II
- 1925 : Hennes lilla majestät
- 1926 : Flickan i frack
- 1928 : Synd
- 1931 : Kärlek måste vi ha
- 1931 : Lika inför lagen
- 1933 : Pettersson & Bendel
- 1936 : 33.333
- 1936 : Ä' vi gifta?
- 1937 : Konflikt
- 1938 : Pengar från skyn
- 1939 : Landstormens lilla Lotta
- 1939 : Filmen om Emelie Högqvist
- 1941 : Lasse-Maja
- 1942 : Rid i natt!
- 1943 : Elvira Madigan
- 1943 : Livet på landet
- 1944 : Hets
- 1945 : Svarta rosor
- 1946 : Begär
- 1947 : Den långa vägen
- 1947 : Dynamit
- 1947 : Supé för två
- 1948 : Flickan från fjällbyn
- 1949 : Smeder på luffen
- 1950 : Restaurant Intim
- 1951 : Starkare än lagen
- 1952 : När syrenerna blomma